# St. Michael (Mering)

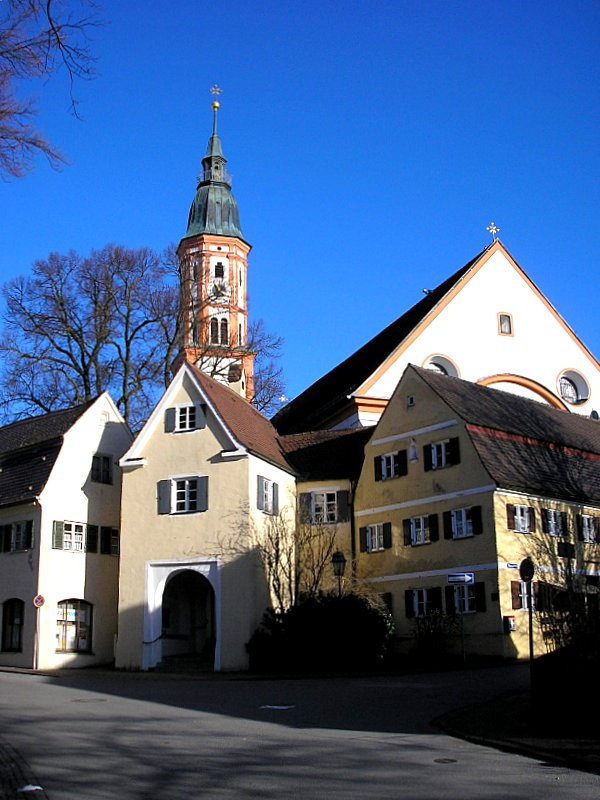
Torhaus und Pfarrkirche vom Marktplatz

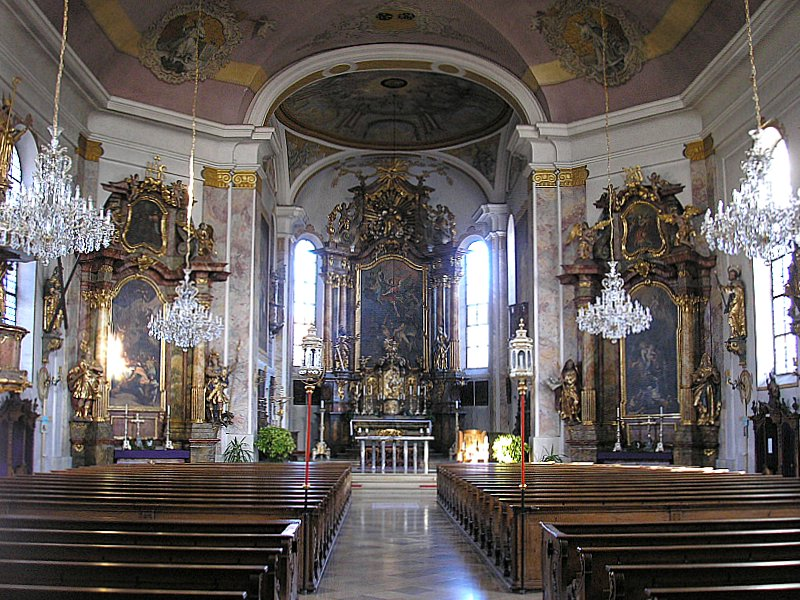
Innenraum nach Osten

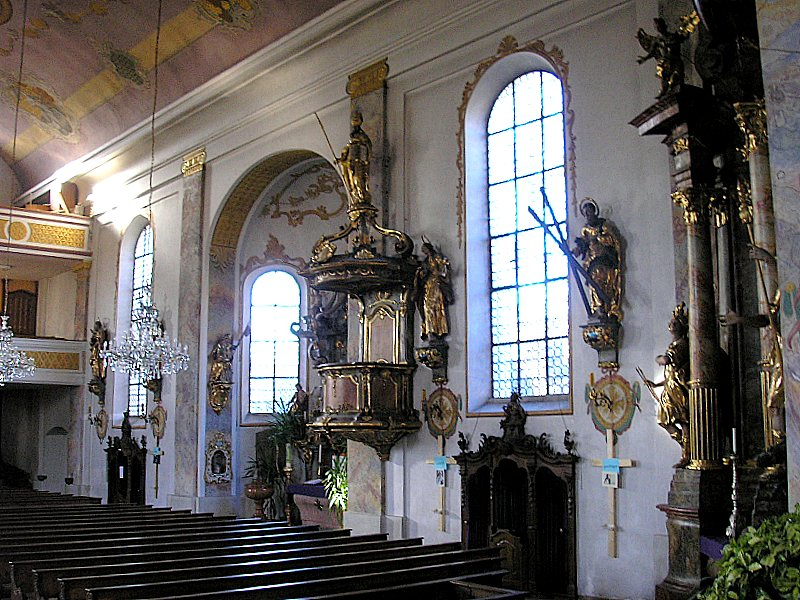
Die Nordwand des Langhauses

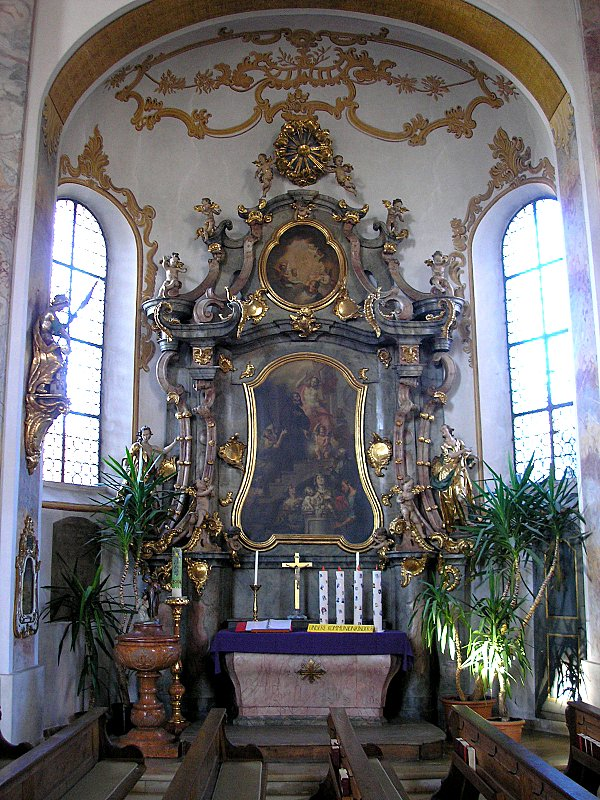
Die nördliche Langhauskapelle

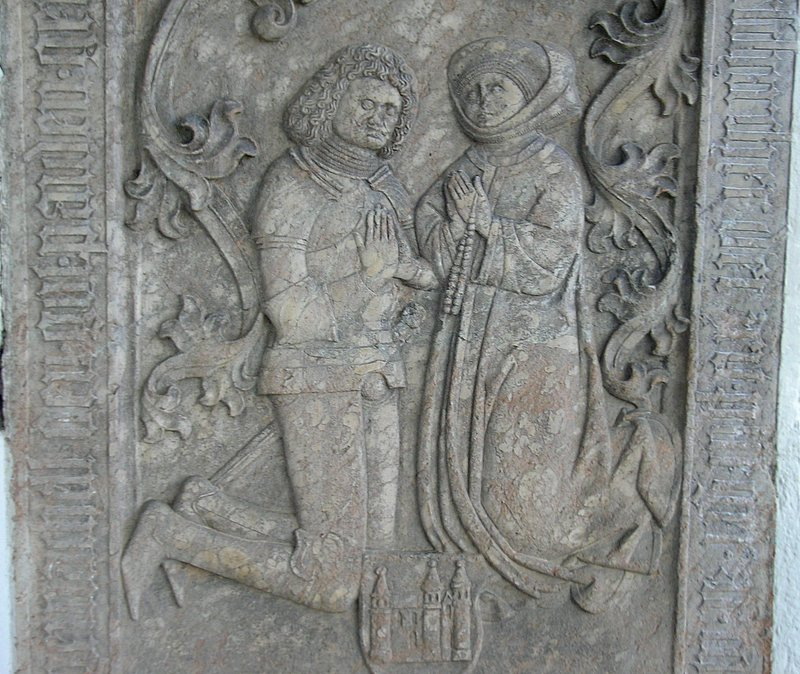
Das spätgotische Rotmarmorepitaph in der Vorhalle

Die katholische Pfarrkirche St. Michael ist dem Erzengel Michael geweiht und bildet zusammen mit den Resten der ehemaligen Friedhofsbefestigung ein historisches Ensemble über dem Marktplatz von Mering im Landkreis Aichach-Friedberg in Schwaben. Der barocke Saalbau wurde im 18. Jahrhundert von Ignaz Baldauf ausgemalt und erhielt eine repräsentative Altarausstattung.

## Geschichte
Der Unterbau des Turmes und der Chor gehen noch auf die gotische Vorgängerkirche zurück. Ab 1739 begann die Gemeinde mit dem Neubau des Langhauses. Die Entwürfe stammten von Johann Baptist Gunetzrhainer und Joseph Effner. Bereits 1681 hatte Giovanni Antonio Viscardi den Abbruch des alten Langhauses empfohlen. 1731 schloss sich Johann Baptist Gunetzrhainer dieser Meinung an.
Die kurfürstliche Baugenehmigung vom 3. Februar 1734 war mit der Zusage eines Zuschusses von 2500 Gulden verbunden. Gunetzrhainer legte allerdings erst zwei Jahre später einen Plan und Kostenvoranschlag vor. Gleichzeitig zog man Joseph Effner als Berater hinzu.
Am 8. Mai 1739 beklagte sich die Gemeinde schriftlich über den Einsturz eines Teiles der Holzdecke der alten Kirche. Bereits am 10. Juli begannen deshalb die Abbrucharbeiten am Langhaus. Der eigentliche Baubeginn wurde von Effner auf den 19. Juli gelegt. Bis zum Herbst sollte das „alte gepäu“ abgerissen und der Rohbau so weit fertig sein, „daß man den Winter hindurch die heyligen Gotts Dienst halten“ könne.
Der Kurfürst Karl Albrecht förderte das Projekt daraufhin mit weiteren 3000 Gulden. Am 23. August legte man den Grundstein des neuen Langhauses. Ursprünglich war wohl ein Holzgewölbe vorgesehen. Effner erhielt jedoch am 17. September die Weisung, die Fundamente auf ein festes Gewölbe zu berechnen.
Am 14. März 1740 konnte der Meringer Pfleger bereits melden, der Bau sei „schon wirklich unter das Dach gekommen“.
Anschließend wurden der alte Chor erhöht und die Gewölbe eingezogen. Der Baufortschritt veranlasste den Kurfürsten zu einer nochmaligen Zuwendung von 2000 Gulden. Am 16. September 1741 war der Rohbau vollendet.
Die Ausstattung der Pfarrkirche zog sich bis 1779 hin, als der Augsburger Hofmaler Ignaz Baldauf mit der Ausmalung des Kirchenraumes begann.
1823 entstand der erhaltene Turmhelm. Das Oktogon über dem alten Turmstumpf war zusammen mit dem Langhaus errichtet worden.
Eine erste Instandsetzung des Innenraumes erfolgte 1844/45. Weitere Renovierungen wurden 1911/12 und 1951/52 durchgeführt. Die letzte umfassende Sanierung der Pfarrkirche begann 1978 unter Pfarrer Kurt Engelhard. 1980 waren diese Maßnahmen beendet. Untersuchungen im Oktober 2011 ergaben eine akute Einsturzgefahr der Decke, woraufhin die Kirche vorübergehend geschlossen werden musste. Die umfangreichen Renovierungsmaßnahmen konnten Ende des Jahres 2015 beendet werden.

## Beschreibung
Die Kirche steht auf einer Anhöhe über dem Marktplatz und bildet zusammen mit dem Torbau der ehemaligen Friedhofsbefestigung und dem Mesnerhaus eine „Traditionsinsel“ im eher vorstädtisch geprägten Ortsbild. Das historische Ensemble wurde 2001 durch den Abriss des an der Hauptstraße gelegenen „Knittelhauses“ gestört.
Der einfache Saalbau mit seinen angefügten Seitenkapellen wird im nördlichen Chorwinkel von einem hohen Turm auf quadratischem Sockel überragt. Das aufgesetzte Oktogon trägt eine geschwungene Kupferhaube mit Laterne. Langhaus und Chor werden von einem gemeinsamen Satteldach bedeckt.

### Innenraum
Der Innenraum wirkt eher frühklassizistisch nüchtern. Den westlichen Abschluss bildet die doppelgeschossige Orgelempore. Seitlich öffnen sich die beiden Kapellenräume. Die Wände des Langhauses werden durch Stuckpilaster gegliedert und von einem gedrückten Tonnengewölbe mit Stichkappen überspannt. Den Übergang in den Chor vermitteln abgeschrägte Wandflächen, vor denen die Seitenaltäre stehen. Über dem Presbyterium trägt eine flache Pendentifkuppel das Chorfresko.
Die Fresken schuf Ignaz Baldauf im Jahr 1779. Im Chor ist die Verehrung des Lammes dargestellt. Die Zwickelkartuschen mit den Kirchenvätern wurden 1854 erneuert (Liberat Hundertpfund). Auf dem Bild an der Nordwand erkennt man Esther vor Ahasver.
Das große Fresko im Langhaus zeigt die triumphierende und streitende Kirche. Die „Ecclesia militans“ wird durch die Darstellung der Seeschlacht von Lepanto (1571) symbolisiert. Der Teufel versucht, das Schiff der Kirche zum Kentern zu bringen. Hinter einem säbelschwingenden Türken verstecken sich Martin Luther und Philipp Melanchthon, da sie von einem Engel mit Blitzen angegriffen werden.
Die „Ecclesia triumphans“ versinnbildlichen Darstellungen der Heiligen Dreifaltigkeit, Gottvaters und der hl. Maria mit dem Kind. Der Jesusknabe wird von den Heiligen Drei Königen und den Hirten angebetet. Auf dunklen Wolken sitzen die Vier Evangelisten, König David spielt auf seiner Harfe. Zahlreiche andere Gestalten ergänzen den Bildaufbau. Man erkennt etwa Adam und Eva, Abraham und Isaak sowie Moses und Aaron. In den rahmenden Kartuschen sind Allegorien der vier Erdteile zu sehen. Auffallend ist der vollständige Verzicht auf Stuckaturen, die durch sparsame Grisaille-Malereien ersetzt wurden.

### Altäre
Der Hochaltar entstand gegen 1745/50. Schräg gestellte Doppelsäulen flankieren das auswechselbare Altarblatt mit der Darstellung des Sturzes Luzifers durch den hl. Michael (Zuschreibung an Wenzeslaus Franz Leopold Pricz). Im Auszug (Aufsatz) thront Gottvater über dem kurbayerischen Wappen, das von Putten gehalten wird. Zwischen den Säulen sind zwei Apostel Johann Luidls aufgestellt (um 1740/41). Der hl. Paulus ist mit Buch und Schwert dargestellt, der hl. Petrus hält einen Schlüssel in der Hand.
Der neue Volksaltar aus Veroneser Marmor wurde 1980 nach den Beschlüssen des 2. Vatikanischen Konzils errichtet. Sieben einfache Säulen tragen die konvexe Altarplatte.
Die beiden Seitenaltäre entstanden zeitgleich mit dem Hochaltar. Es handelt sich um konventionelle, doppelsäulige Aufbauten mit gemalten Altarblättern. Um 1755 ergänzte der Weilheimer Bildhauer Franz Xaver Schmädl je zwei Skulpturenpaare. Der linke Seitenaltar (Abendmahlsaltar) trägt die Skulpturen der hl. Sebastian und Georg. Das Altarblatt zeigt das Abendmahl mit herabschwebenden Engeln. Im Auszug erkennt man das Eselswunder des hl. Antonius.
Am Rosenkranzaltar stehen die hl. Anna und der hl. Joachim. Auf dem Hauptgemälde spendet Maria dem hl. Dominikus den Rosenkranz.(W. F. L. Pricz). Im Auszug thront die hl. Katharina von Alexandrien.
Die nördliche Langhauskapelle enthält einen, dem hl. Franz von Paola geweihten Rokokoaltar (um 1760). Statt Säulen stützen Rocaillen den Aufbau. Auf dem Altarblatt ist die Vision des Heiligen zu erkennen (Johann Georg Wolcker, 1746). Seitlich stehen grazile Engelsskulpturen, auf dem Gebälk sitzen zierliche Putten.
Der Josef-Altar in der rechten Kapelle stammt ursprünglich von etwa 1740, wurde aber um 1911 verändert. Vor den seitlichen Säulen des konventionellen Aufbaus stehen wiederum Engelsfiguren. Das Hauptgemälde stammt aus dem Umkreis des Münchner Hofmalers Johann Andreas Wolff (1652–1716) und zeigt den blumenumkränzten Josef, der das Jesuskind trägt.

### Sonstige Ausstattung
Die Kanzel wurde um 1750/60 gearbeitet. Auf dem Schalldeckel steht der hl. Augustinus (Johann Luidl) im vergoldeten Bischofsgewand.
Von Johann Luidl stammt auch der Apostelzyklus an den Wänden und der Empore. Die Reihe ist bis auf den hl. Matthäus noch vollständig, Petrus und Paulus stehen am Hochaltar. Luidl erreicht allerdings nicht die Meisterschaft seines bekannteren Vaters Lorenz Luidl, dessen Vorbild überall deutlich wird. Vergleichbare Apostelzyklen stehen in der Nähe in Kissing und Schmiechen.
Die spätgotische Muttergottes unter der Empore entstand um 1500.
Aus der Vorgängerkirche stammt auch noch das bemerkenswerte Rotmarmarepitaph (bezeichnet 1482) des Meringer Pflegers Erasmus Diepperskircher in der offenen Nordvorhalle. Der Ritter kniet mit seiner Gemahlin betend vor dem Betrachter.

### Orgel
Die Orgel von St. Michael wurde 2007 von der Orgelbaufirma Johannes Rohlf (Neubulach/Calw) erbaut. Das rein mechanische Instrument hat 31 klingende Register (darunter ein Wechselschleifen-Register) auf drei Manualen und Pedal.
| I Hauptwerk C–g3 |                    |       |
| 1.               | Bordun             | 16′   |
| 2.               | Principal          | 8′    |
| 3.               | Rohrflöte          | 8′    |
| 4.               | Octave             | 4′    |
| 5.               | Blockflöte         | 4′    |
| 6.               | Cornett IV (ab a0) |       |
| 7.               | Octave             | 2′    |
| 8.               | Mixtur III-IV      | 1 ⁄3′ |
| 9.               | Trompete           | 8′    |

| II Positiv C–g3 |                |        |
| 10.             | Salicional     | 8′     |
| 11.             | Gedackt        | 8′     |
|                 | Octave (Nr. 4) | 4′     |
| 12.             | Rohrflöte      | 4′     |
| 13.             | Nasard         | 2 ⁄3′  |
| 14.             | Doublette      | 2′     |
| 15.             | Terz           | 1 3⁄5′ |
| 16.             | Scharff III    | 1′     |
| 17.             | Cromorne       | 8′     |
|                 | Kanaltremulant |        |

| III Schwellwerk C–g3 |                       |     |
| 18.                  | Bourdon               | 16′ |
| 19.                  | Flûte harmonique      | 8′  |
| 20.                  | Gamba                 | 8′  |
| 21.                  | Vox Coelestis (ab c0) | 8′  |
| 22.                  | Principal             | 4′  |
| 23.                  | Flûte octaviante      | 4’  |
| 24.                  | Octavin               | 2′  |
| 25.                  | Trompette harmonique  | 8′  |
| 26.                  | Hautbois              | 8′  |
|                      | Kanaltremulant        |     |

| Pedalwerk C–f1 |            |     |
| 27.            | Violonbaß  | 16′ |
| 28.            | Subbaß     | 16′ |
| 29.            | Octavbaß   | 8′  |
| 30.            | Posaune    | 16′ |
| 31.            | Trompetbaß | 8′  |

- Koppeln:

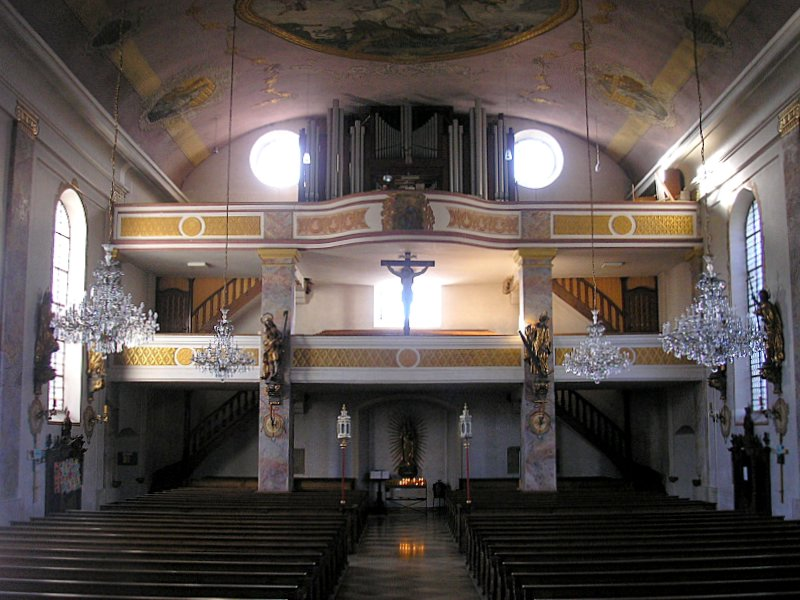
Rückblick zur alten Orgel (bis August 2007)

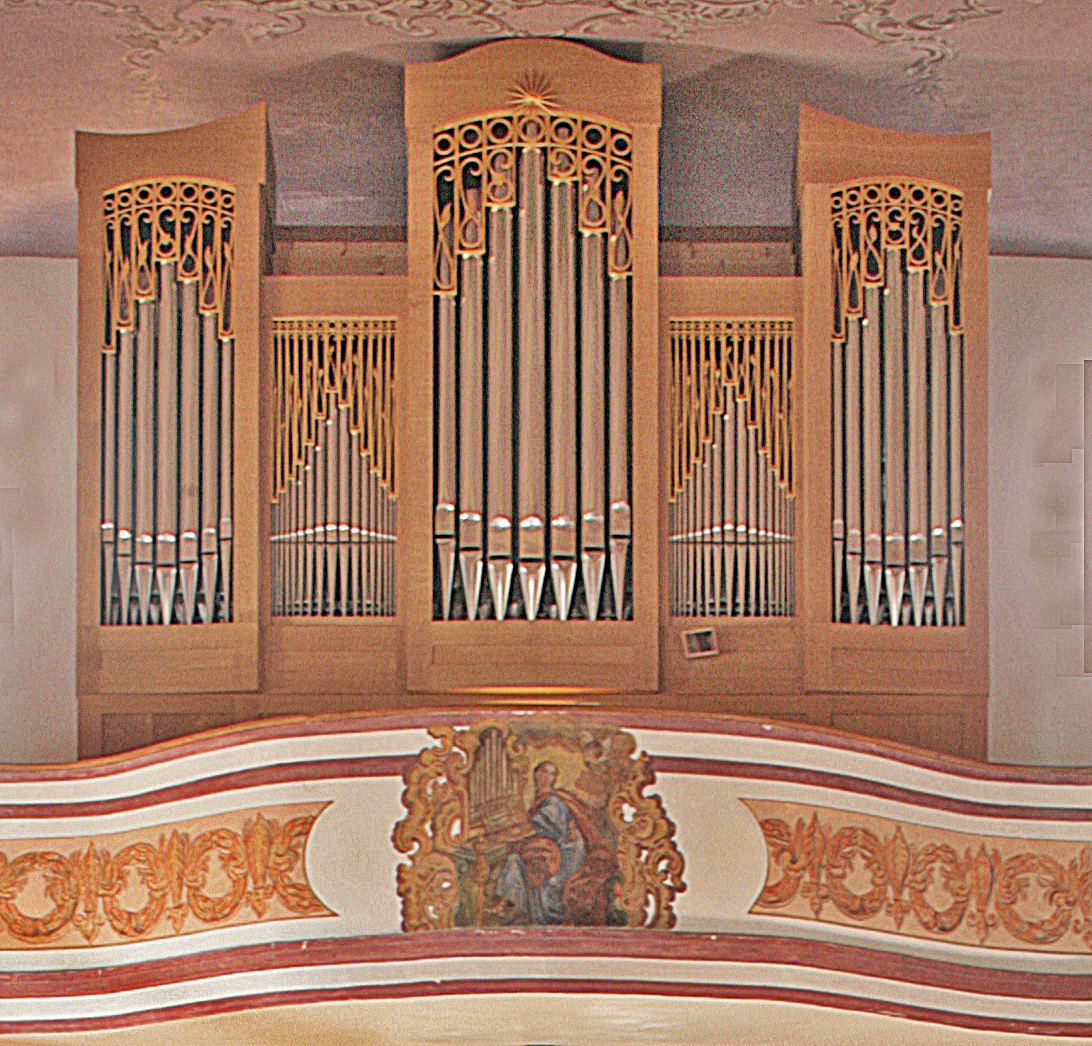
Rückblick zur neuen Orgel (seit Dezember 2007)

  - Normalkoppeln: II/I, III/I, III/II, I/P, II/P, III/P
  - Superoktavkoppel: III/P
- Nebenregister: Cymbelstern

### Glocken
St. Michael hat ein Geläut von sechs Glocken: einer neuen Glocke mit dem Nominal fis' der Glockengießerei Rincker aus Sinn (Hessen) und fünf älteren Glocken mit den Schlagtönen h, e', gis', h' und cis".